# 托雷圣帕特里齐奥
托雷圣帕特里齐奥（義大利語：Torre San Patrizio），是意大利费尔莫省的一个市镇。总面积11.92平方公里，人口2128人，人口密度178.5人/平方公里（2009年）。ISTAT代码为044072。